# تیم رید
تیم رید (انگلیسی: Tim Reid؛ زادهٔ ۱۹ دسامبر ۱۹۴۴) بازیگر، کارگردان فیلم و کمدین اهل ایالات متحده آمریکا است. وی از سال ۱۹۷۴ میلادی تاکنون مشغول فعالیت بوده‌است.
از فیلم‌هایی که وی در آن نقش داشته است، می‌توان به به همین خیال باش!، شلیک مرگبار و مبادله اشاره کرد.